# Бенес ле Дакс
Бенес ле Дакс (фр. Bénesse-lès-Dax) насеље је и општина у југозападној Француској у региону Аквитанија, у департману Ланд која припада префектури Дакс.
По подацима из 2011. године у општини је живело 522 становника, а густина насељености је износила 88,62 становника/km². Општина се простире на површини од 5,89 km². Налази се на средњој надморској висини од 80 метара (максималној 96 m, а минималној 21 m).

## Демографија
| 1962. | 1968. | 1975. | 1982. | 1990. | 1999. | 2011. |
| ----- | ----- | ----- | ----- | ----- | ----- | ----- |
| 294   | 346   | 335   | 404   | 399   | 454   | 522   |

График промене броја становника у току последњих година